# Булайське сільське поселення
Була́йське сільське поселення (рос. Булайское сельское поселение) — муніципальне утворення у складі Увинського району Удмуртії, Росія. Адміністративний центр — село Булай.
Населення — 1026 осіб (2015; 1044 в 2012, 1050 в 2010).
Національний склад: удмурти — 86 %, росіяни — 13 %, інші — 1 %.
Голови:
- 2008–2012 — Никифорова Ірина Михайлівна
- 2012-2016 — Никифорова Ірина Михайлівна

## Склад
До складу поселення входять такі населені пункти:
| Населений пункт      | Населення, осіб (2010) | Населення, осіб (2010) |
| -------------------- | ---------------------- | ---------------------- |
| Булай, село          | 544                    | 542                    |
| Нова Вам'я, присілок | 170                    | 165                    |
| Павлово, присілок    | 26                     | 28                     |
| Пунем, присілок      | 50                     | 53                     |
| Родники, присілок    | 153                    | 151                    |
| Суха Відзя, присілок | 107                    | 105                    |

## Господарство
У поселенні діють школа (Булай), садочок (Булай), 2 початкові школи-садочки (Родники, Нова Вам'я), культурно-спортивний зал (Нова Вам'я), бібліотека (Булай), будинок культури (Булай), клуб-бібліотека (Родники), 4 ФАПи (Булай, Родники, Нова Вам'я, Суха Відзя). Серед промислових підприємств працює ТОВ «Дружба».